# Szkoła Talmudyczna w Koninie
Szkoła Talmudyczna w Koninie – dawna żydowska szkoła znajdująca się w Koninie przy obecnej ulicy Mickiewicza, obok synagogi. Budynek wyburzono 22 lipca 2016 roku.
Murowany budynek szkoły wzniesiono na planie prostokąta w stylu mauretańsko-bizantyjskim. We wschodniej części znajdowała się sala główna przekryta nowym stropem podpartym czterema filarami, pomiędzy którymi dawniej stała bima. W zachodniej znajdował się babiniec.

## Historia
Budynek szkoły został zbudowany przed 1883 rokiem z inicjatywy i fundacji Zalmana Zandera. Szkoła była połączona z synagogą piętrową przybudówką, która tworzyła z budynków jakby jedną całość. Podczas II wojny światowej Niemcy zdewastowali budynek. Od 1973 roku w dawnym budynku synagogi znajdowała się Biblioteka Wojewódzka (do 2008), a w dawnym budynku szkoły przeprowadzał próby Zespół Tańca „Rytmix” (do 2011), mieściła się tam także biblioteka. 22 lipca 2016 roku budynek dawnej szkoły został wyburzony przez prywatnego właściciela, który kupił go od Związku Gmin Wyznaniowych Żydowskich. 